# Guillaume de l'Hôpital
Guillaume François Antoine, Marquis de l'Hôpital (n. 1661, Paris, Regatul Franței – d. 2 februarie 1704, Paris, Regatul Franței) a fost un matematician francez. Numele său este legat de ceea ce în analiza matematică avea să fie ulterior denumită regula lui l'Hôpital.

## Biografie
S-a născut într-o familie înstărită. Tatăl a fost Anne-Alexandre de l'Hôpital, ofițer superior în armata regală, iar mama, Elisabeth Gobelin, fiica unui ofițer care avea și funcții în stat.
Tânărul l'Hôpital ar fi urmat aceeași carieră militară, dar datorită unor probleme cu vederea (miopie) renunță și urmează calea studiului matematicii, domeniu spre care avea înclinație încă din copilărie.
O perioadă, l'Hôpital frecventează cercul cunoscutului filozof Nicolas Malebranche din Paris. Aici îl întâlnește, pe Johann Bernoulli cu care leagă o strânsă relație de prietenie și de la care învață, în 1691, principiile calculului infinitezimal, domeniu abia apărut în acea epocă.
L'Hôpital se împrietenește și cu ceilalți frați Bernoulli, dar și cu Huygens și Leibniz.
În 1693, l'Hôpital devine membru al Academiei de Științe.

## Scrieri
- 1693: Méthode facile pour déterminer les points des caustiques par réfraction
- 1694: Nouvelles remarques sur les développées, sur déterminer les points d'inflexion et sur les plus grandes et les plus petites quantités
- 1696: Analyse des infiniment petits pour l'intelligence des lignes courbes
- 1707: Traité analytique des sections coniques et de leur usage pour la résolution des équations dans les problêmes tant déterminés qu'indéterminés.

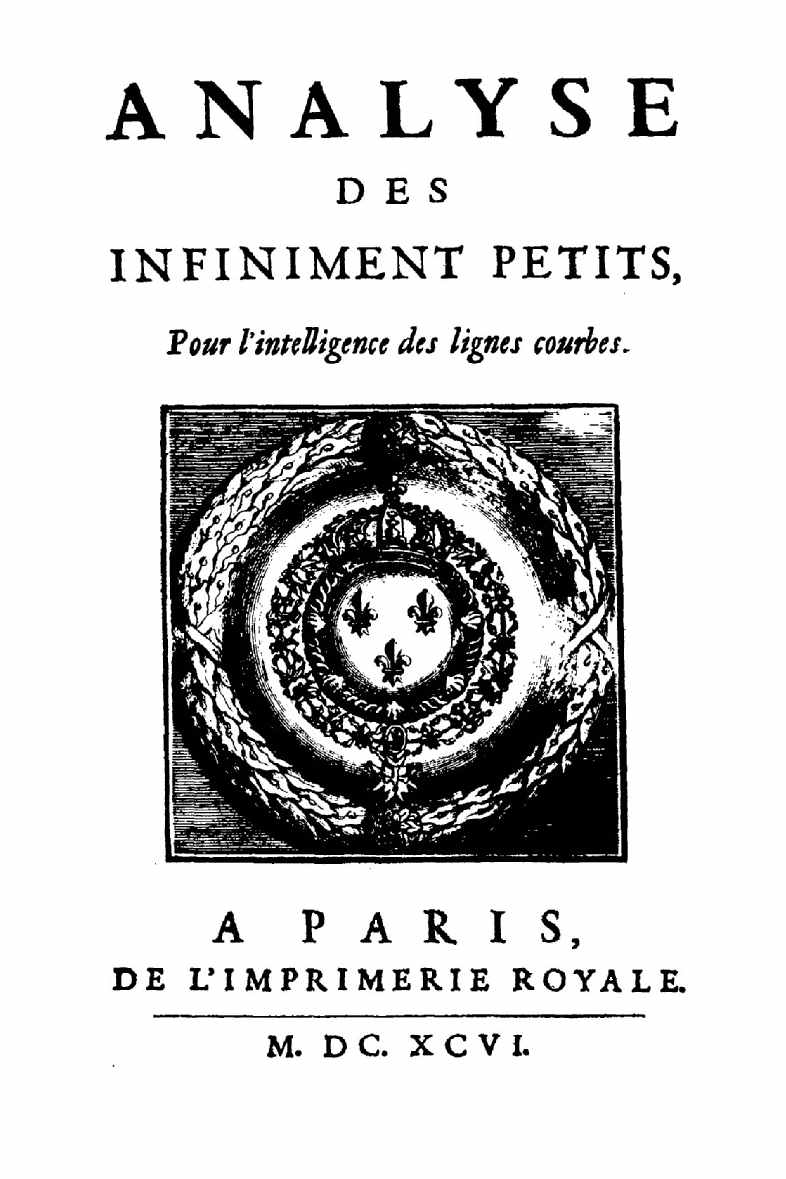
Analyse des infiniment petits pour l'intelligence des lignes courbes, 1696
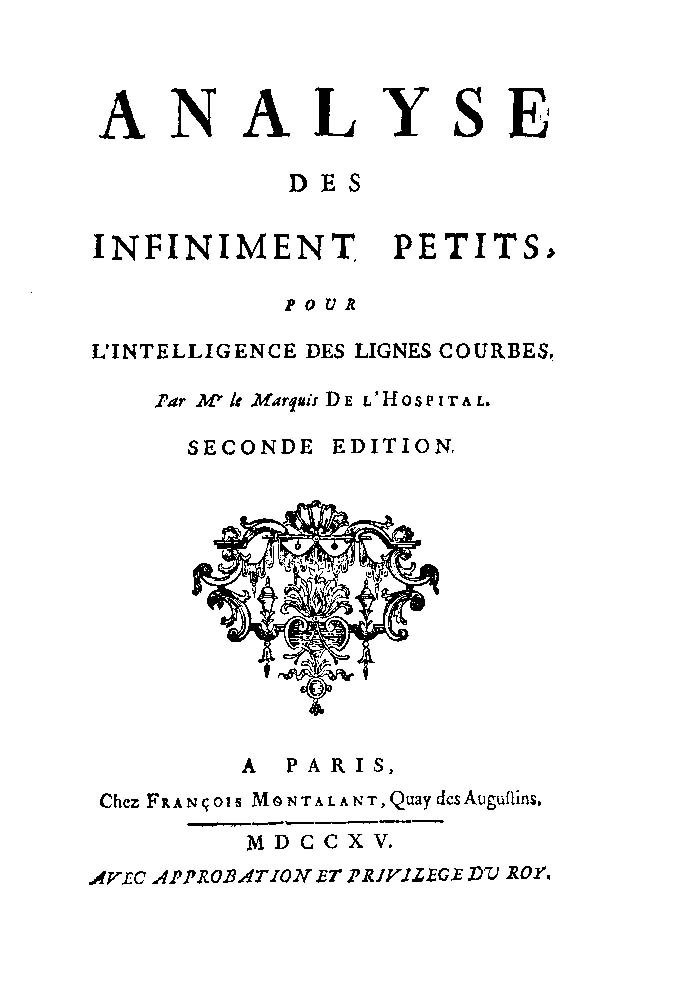
Analyse des infiniment petits pour l'intelligence des lignes courbes, 1715
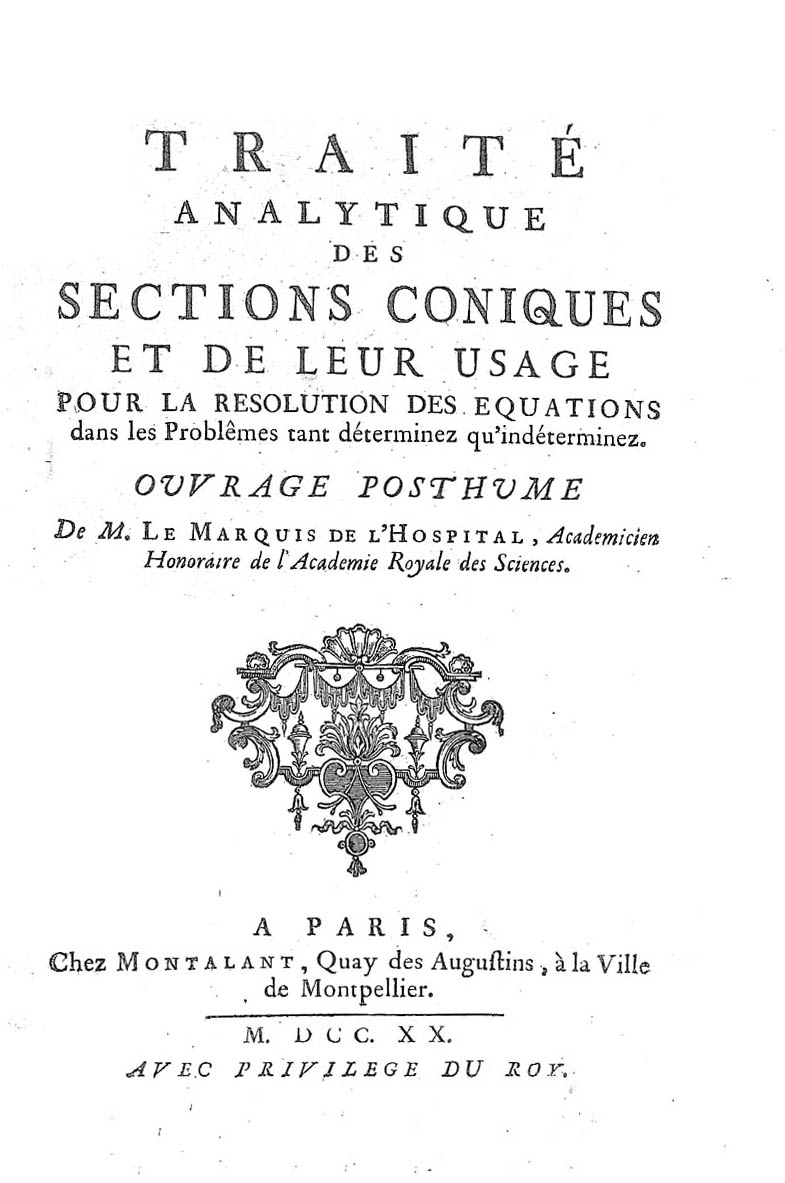
Traité analytique